# Rhodoecia illitterata
Rhodoecia illitterata là một loài bướm đêm trong họ Noctuidae.